# 커누이드
커누이드(웨일스어: Cynwyd, 라틴어: Cinuit 키누이트[*])는 헨 오글레드의 브리튼인 계열 국가 알트클리트의 5세기 무렵 국왕이다.
할리의 족보서에서는 커누이드를 케레틱 굴레틱의 아들로 비정하고 있다. 같은 출전에서 커누이드는 둠나괄 헨의 아버지라고 지목된다.:5
그보다 후대의 「북방인의 가계」에서는 둠나괄의 아버지가 커누이드가 아니라 이드너우에트(Idnyuet)라고 하며, 이드너우에트는 막센 울레딕의 아들이라고 한다. 하지만 「북방인의 가계」에도 "커누이드 커누이디온(웨일스어: Cynwyd Cynwydion)"이라는 인명이 등장하는데, 에이던 국왕 클러드노의 조상으로 비정되어 있다. 또 여기에 달린 삼제시에는 "북브리튼의 3대 군벌"로 커누이디온, 코엘 헨, 컨파르흐 오에르를 들고 있다.:256-257